# 민락항
민락항(民樂港)은 부산광역시 수영구 민락동, 수영만 내측에 있는 어항이다. 지방어항으로 지정하여 관리하고 있다. 시설관리자는 수영구청장이다.

## 입항 정보
민락항은 광안대교가 전면을 가로막고 있어 입출항 때에는 교각 밑을 통과하여야 한다. 주변에 위험물은 없으나, 방파제 끝단에서 남서쪽 약 650m 되는 곳에 5m 미만의 암맥이 있으며, 최저수심은 1.5m 이고, 저질은 바위이다.

## 어항 구역
민락항의 어항구역은 다음과 같다.
- 수역 : 동방파제 기부와 서방파제 선단부를 연결한 선내수역

## 시설 현황
2기의 방파제와 물양장이 축조되어 있다.

## 민락등대
민락항 방파제 등대는 소리를 내는 등대다. 소리를 내어 배를 불러들이는 등대다. 소리를 내는 이유는 여기 바다가 자주 삐끗대기 때문. 민락 바다에서 가장 가까운 산 이름이 백산인 것도 안개 탓이다. 안개가 끼여 늘 뿌옇다고 흰 백(白) 백산이다. 민락등대는 원통형 2층 구조로, 층층마다 팔각 난간이 쳐저 있다.  등대 내부로 들어가는 출입문은 2층에 있다. 1층에서 2층으로 가는 철제사다리와 빛을 발산하는 옥상 등명기는 노출되어 있으며, 창문은 따로 내지 않아 밋밋하다.

## 주요 어종
- 도다리, 삼치, 장어, 아귀

## 주변 여건
민락항의 왼편에는 광안리해수욕장, 오른편에는 수변공원, 전면에는 광안대교가 있어 관광객 들에게 많이 알려진 어항으로 수산물 판매와 유통이 원활히 이루어지고 있다.